# VfB Hohenleipisch 1912
VfB Hohenleipisch 1912 is een Duitse voetbalclub uit Hohenleipisch, Brandenburg.

## Geschiedenis
De club werd in 1912 opgericht. De club sloot zich aan bij de Midden-Duitse voetbalbond aan en speelde in de competitie van Elbe-Elster. Tijdens de Eerste Wereldoorlog speelden enkel de jeugdelftallen. De club had het moeilijk om een eigen terrein te vinden, maar vond uiteindelijk toch een. Intussen waren er ook de clubs Wacker en Olympia in Hohenleipisch, maar deze clubs hadden geen terrein en speelden enkel uitwedstrijden. In 1922 fuseerden de clubs en de naam VfB bleef behouden. In 1924 promoveerde de club voor de eerste keer naar de hoogste klasse. In 1926 werd de club groepswinnaar en versloeg in de titelfinale de Torgauer Sportfreunde. Hierdoor plaatste de club zich voor de Midden-Duitse eindronde, waar ze meteen verloren van Riesaer SV 03. In 1928 werd de club nog vicekampioen, hierna eindigde de club vaker in de middenmoot. In 1931 en 1933 werden ze gedeeld tweede. 
Na 1933 werd de competitie geherstructureerd. De Midden-Duitse bond werd ontbonden en de vele competities werden vervangen door de Gauliga Mitte en Gauliga Sachsen. De clubs uit Elbe-Elster werden te licht bevonden voor zowel de Gauliga Mitte als de Bezirksklasse Halle-Merseburg, die de nieuwe tweede klasse werd. De club ging nu in de 1. Kreisklasse Elbe-Elster spelen. Van 1936 tot 1939 werd de club kampioen, maar kon via de eindronde geen promotie afdwingen, in 1940 had de club zelfs niet deelgenomen aan de eindronde. 
Na de Tweede Wereldoorlog werden alle Duitse voetbalclubs ontbonden. De club werd heropgericht als SG Hohenleipisch. In 1951 werd de naam gewijzigd in BSG Traktor en in 1953 in BSG Lok Hohenleipisch. Na de Duitse hereniging werd in 1990 opnieuw de historische naam aangenomen. In 2013 promoveerde de club naar de Brandenburg-Liga, waar ze tot 2016 speelden.